# Petr Videman
Petr Videman (* 28. února 1965) je bývalý český fotbalista, obránce.

## Fotbalová kariéra
V československé lize hrál za Bohemians Praha. Nastoupil v 7 ligových utkáních. V nižší soutěži hrál za FC SYNOT Staré Město a FC Slušovice.

## Ligová bilance
| Ročník                                   | Zápasy | Góly | Klub                 |
| ---------------------------------------- | ------ | ---- | -------------------- |
| 1. československá fotbalová liga 1987/88 | 6      | 0    | Bohemians Praha      |
| 1. československá fotbalová liga 1988/89 | 1      | 0    | Bohemians Praha      |
| 2. česká fotbalová liga 1995/96          | 18     | 0    | FC Slušovice         |
| Moravskoslezská fotbalová liga 1996/97   | -      | 1    | FC SYNOT Staré Město |
| 2. česká fotbalová liga 1997/98          | 23     | 0    | FC SYNOT Staré Město |
| 2. česká fotbalová liga 1998/99          | 16     | 0    | FC SYNOT Staré Město |
| 2. česká fotbalová liga 1999/00          | 4      | 0    | FC SYNOT Staré Město |
| CELKEM                                   | 7      | 0    |                      |